# Entodon rubicundus
Entodon rubicundus là một loài Rêu trong họ Entodontaceae. Loài này được (Mitt.) A. Jaeger mô tả khoa học đầu tiên năm 1878.